# Love Finds a Way
Love Finds a Way er en amerikansk stumfilm fra 1909 af D. W. Griffith.

## Medvirkende
- Anita Hendrie
- Arthur V. Johnson
- Marion Leonard
- Harry Solter
- Charles Inslee